# Aeropuerto Internacional de Salta Martín Miguel de Güemes
El Aeropuerto Internacional Martín Miguel de Güemes (FAA: SLA - IATA: SLA - OACI: SASA), cómunmente llamado Aeropuerto de Salta es un aeropuerto que se encuentra ubicado a 7 km hacia el suroeste del centro de la Ciudad de Salta, capital de la provincia homónima, en la República Argentina. Según datos oficiales, en 2017 el volumen de pasajeros aéreos que transitó por Salta ascendió a 1 200 000, lo cual consolida a esta terminal aeroportuaria como la más transitada de la región Noroeste y una de las de mayor importancia del país.

## Localización
El aeropuerto se encuentra junto a la Ruta Nacional 51, kilómetro 5 (A4400) y sus coordenadas son latitud 24° 50' 40" S y longitud 65°28'43"O.
El horario de servicio es de 24 horas (H24).

## Infraestructura
El área total del predio es de 208 ha aproximadamente y su categoría OACI es 4D.
- Pistas: 207 000 m²
- Calles de Rodaje: 62 100 m²
- Plataformas: 18 000 m² aprox.
- Superficie Total Edificada: 1195 m²
- Terminal de Pasajeros: 2300 m² (organizado en dos niveles)
- Hangares: 3700 m²
- Estacionamiento Vehicular: 9730 m² (525 vehículos)

## Medios de transporte desde y hacia el aeropuerto
- Colectivos: SAETA - Líneas 8A, 6-Quijano y 6 La Silleta
- Taxis: Municipalidad de la Ciudad de Salta
- Remises: Municipalidad de la Ciudad de Salta
- Distancia al centro de la ciudad: 7 km

## Historia

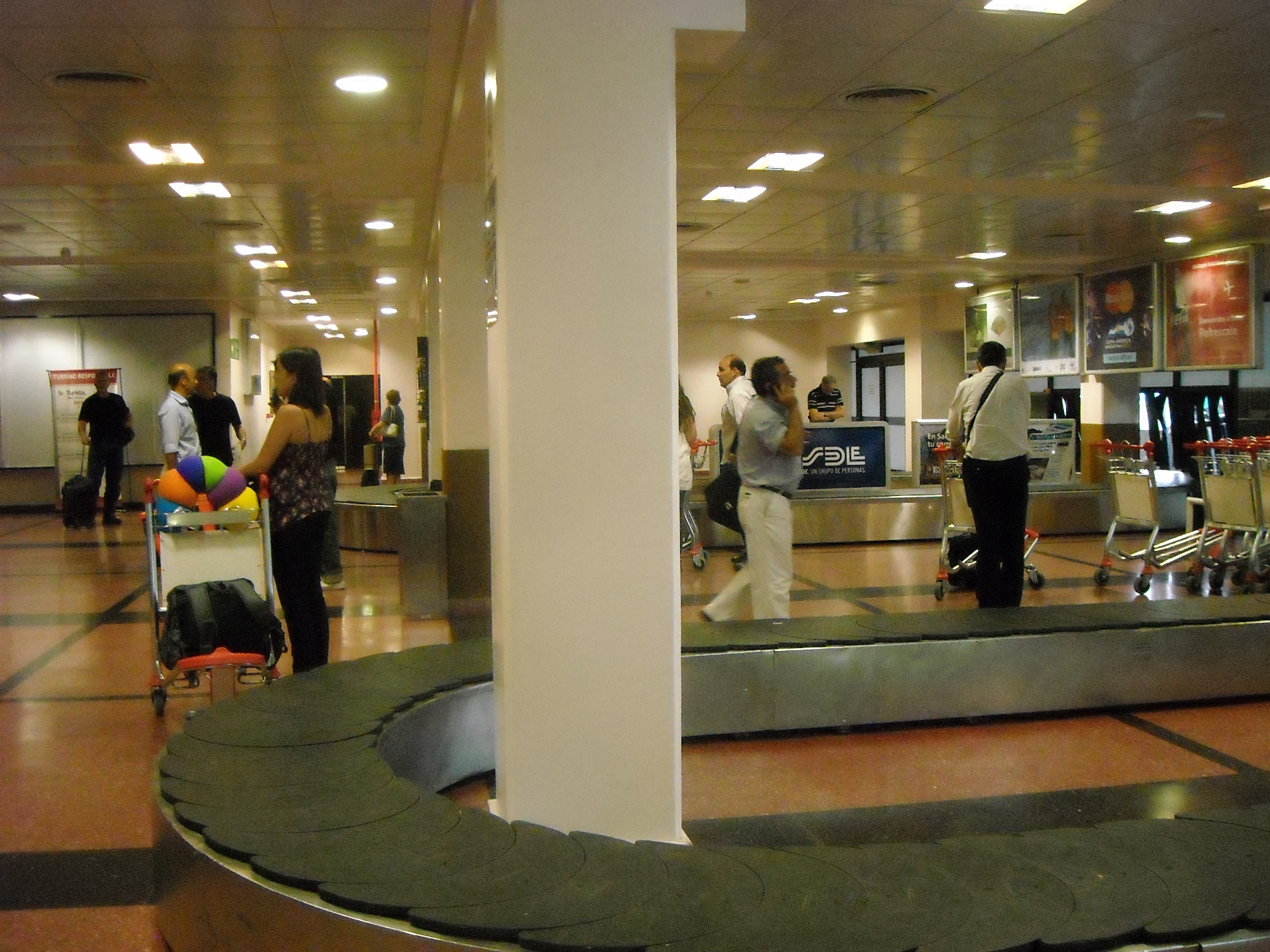
Arribos.

La construcción del Aeropuerto Internacional Martín Miguel de Güemes (ex Aeropuerto El Aybal) comenzó en 1945 y concluyó en 1949, reemplazando al antiguo aeropuerto de Salta que estaba ubicado donde funciona actualmente el Aero Club Salta.
Fue diseñado, en sus orígenes para operaciones con aeronaves tipo Douglas DC-3, poseía una terminal estilo colonial y un diseño geométrico de dos pistas. Su época de mayor esplendor fue en los años '50, cuando era escala de la compañía Panagra en sus vuelos a Lima, Bogotá, La Paz y otras capitales latinoamericanas. En 1997, se remodeló íntegramente.
Por sus salas han pasado prácticamente todos los presidentes de la Argentina desde 1949 hasta ahora, como así también los reyes de Bélgica, Balduino I y Fabiola (1964) y el Papa Juan Pablo II (1987).
Puede recibir aviones de gran tonelaje. Con motivo de la visita del Papa, un año antes, en 1986, Aerolíneas Argentinas realizó un vuelo especial Salta - Roma, con un Boeing 747, que aterrizó y despegó cómodamente en la pista principal del aeropuerto. Además con motivos de carga de alimentos, también lo hizo un Boeing 767 de carga hacia Estados Unidos. Además de un C-5 Galaxy de la USAF que realizó más de quince vuelos desde y hacia la terminal con motivos de entrenamiento. 
Aeropuertos Argentina 2000 se hizo cargo de las operaciones del complejo el 8 de junio de 1999. Durante el año 2000, transitaron por la aeroestación 462.175 pasajeros. La crisis económica del 2001 mantendría en declive por prácticamente un lustro al tráfico aéreo, notándose su peor registro en el 2003 con 272 178 pasajeros transportados. Para el año 2008, en lo que significaría una recuperación definitiva del aeropuerto, se movilizaron 466 492 pasajeros, superando así la marca alcanzada ocho años antes. En esta nueva etapa de crecimiento, el aeropuerto se resalta por ser una de las estaciones con mayor tráfico aéreo del país.

## Estadísticas
| \| Año \| Variación \| Total \| Domésticos \| Internacionales \| Tránsitos \| \| ---- \| --------- \| --------- \| ---------- \| --------------- \| --------- \| \| 2018 \| 4,67 % \| 1 111 378 \| 1 037 682 \| 73 696 \| - \| \| 2017 \| 14,50 % \| 1 165 767 \| 1 078 485 \| 87 282 \| 14 984 \| \| 2016 \| 14,52 % \| 996 646 \| 947 176 \| 49 468 \| 24 476 \| \| 2015 \| 14,27 % \| 856 484 \| 811 990 \| 31 550 \| 12 944 \| \| 2014 \| 5,59 % \| 749 504 \| 718 498 \| 16 242 \| 14 764 \| \| 2013 \| 2,75 % \| 709 765 \| 678 803 \| 11 245 \| 19 717 \| \| 2012 \| 3,87 % \| 690 712 \| 636 948 \| 17 407 \| 36 357 \| \| 2011 \| 8,29 % \| 664 952 \| 600 237 \| 33 580 \| 31 135 \| \| 2010 \| 10,15 % \| 614 012 \| 550 293 \| 28 083 \| 35 636 \| \| 2009 \| 19,49 % \| 557 417 \| 503 579 \| 16 193 \| 37 645 \| \| 2008 \| 17,33 % \| 466 492 \| 437 290 \| 18 924 \| 10 278 \| \| 2007 \| 33,26 % \| 397 578 \| 375 638 \| 12.444 \| 9496 \| \| 2006 \| 1,23 % \| 298 342 \| 285 033 \| 6862 \| 6447 \| \| 2005 \| 8,79 % \| 294 708 \| 271 496 \| 13 311 \| 9901 \| \| 2004 \| 17,93 % \| 320 992 \| 284 139 \| 11 563 \| 25 290 \| \| 2003 \| 1,52 % \| 272 178 \| 240 935 \| 9066 \| 22 177 \| \| 2002 \| 19,58 % \| 276 376 \| 235 657 \| 8067 \| 32 652 \| \| 2001 \| N/D \| 343 645 \| 265 994 \| 20 384 \| 57 267 \| |           |           |            |                 |           |
| Año | Variación | Total     | Domésticos | Internacionales | Tránsitos |
| 2018 | 4,67 %    | 1 111 378 | 1 037 682  | 73 696          | -         |
| 2017 | 14,50 %   | 1 165 767 | 1 078 485  | 87 282          | 14 984    |
| 2016 | 14,52 %   | 996 646   | 947 176    | 49 468          | 24 476    |
| 2015 | 14,27 %   | 856 484   | 811 990    | 31 550          | 12 944    |
| 2014 | 5,59 %    | 749 504   | 718 498    | 16 242          | 14 764    |
| 2013 | 2,75 %    | 709 765   | 678 803    | 11 245          | 19 717    |
| 2012 | 3,87 %    | 690 712   | 636 948    | 17 407          | 36 357    |
| 2011 | 8,29 %    | 664 952   | 600 237    | 33 580          | 31 135    |
| 2010 | 10,15 %   | 614 012   | 550 293    | 28 083          | 35 636    |
| 2009 | 19,49 %   | 557 417   | 503 579    | 16 193          | 37 645    |
| 2008 | 17,33 %   | 466 492   | 437 290    | 18 924          | 10 278    |
| 2007 | 33,26 %   | 397 578   | 375 638    | 12.444          | 9496      |
| 2006 | 1,23 %    | 298 342   | 285 033    | 6862            | 6447      |
| 2005 | 8,79 %    | 294 708   | 271 496    | 13 311          | 9901      |
| 2004 | 17,93 %   | 320 992   | 284 139    | 11 563          | 25 290    |
| 2003 | 1,52 %    | 272 178   | 240 935    | 9066            | 22 177    |
| 2002 | 19,58 %   | 276 376   | 235 657    | 8067            | 32 652    |
| 2001 | N/D       | 343 645   | 265 994    | 20 384          | 57 267    |

| Ranking | Ciudad                               | Pasajeros (2017) | Pasajeros (2018) | Variación | Pasajeros (Ene - Jun 2019) | Variación % | Aerolíneas                                                                                |
| ------- | ------------------------------------ | ---------------- | ---------------- | --------- | -------------------------- | ----------- | ----------------------------------------------------------------------------------------- |
| 1       | Buenos Aires (Aeroparque), Argentina | 807.792          | 725.430          | -11,32    | 396.309                    | +24,41      | Aerolíneas Argentinas, Andes, Austral Líneas Aéreas, LATAM Argentina, Norwegian Argentina |
| 2       | Córdoba, Argentina                   | 70.540           | 97.923           | +34,25    | 55.342                     | +32,40      | Aerolíneas Argentinas, Austral Líneas Aéreas, Flybondi, JetSmart Argentina                |
| 3       | Buenos Aires (Ezeiza), Argentina     | 58.679           | 71.502           | +20,83    | 53.141                     | +79,23      | Aerolíneas Argentinas                                                                     |
| 4       | El Palomar, Argentina                | N/D              | 38.751           | +Nuevo    | 49.220                     | +Nuevo      | FlyBondi, JetSmart Argentina                                                              |
| 5       | Puerto Iguazú, Argentina             | 27.119           | 26.385           | -0,9      | 20.200                     | +68,24      | Austral Líneas Aéreas, LATAM Argentina, JetSmart Argentina                                |
| 6       | Rosario, Argentina                   | 22.085           | 21.138           | -4,28     | 17.330                     | +81,59      | Austral Líneas Aéreas, Flybondi                                                           |
| 7       | Mendoza, Argentina                   | 19.234           | 20.590           | +4,7      | 15.714                     | +77,39      | Austral Líneas Aéreas, JetSmart Argentina                                                 |
| 7       | Neuquén, Argentina                   | N/D              | N/D              | N/D       | 4.077                      | +Nuevo      | JetSmart Argentina                                                                        |

| Ranking | Ciudad                             | Pasajeros (2017) | Pasajeros (2018) | Variación | Pasajeros (Ene - Jun 2019) | Variación % | Aerolíneas            |
| ------- | ---------------------------------- | ---------------- | ---------------- | --------- | -------------------------- | ----------- | --------------------- |
| 1       | Lima, Perú                         | 45.491           | 39.657           | -15       | 24.191                     | +20,41      | LATAM Perú            |
| 2       | Santa Cruz de la Sierra, Argentina | 22.541           | 19.536           | -10       | 7.215                      | -33,22      | Boliviana de Aviación |
| 3       | Iquique, Chile                     | 7.537            | 8.216            | +9,3      | 3.334                      | -55,36      | LATAM, Paranair       |
| 4       | Asunción, Paraguay                 | 2.373            | 3.059            | +1,8      | 221                        | -86,32      | Paranair              |
| 5       | Panamá, Panamá                     | N/D              | 1.020            | Nuevo     | 10.346                     | Nuevo       | Copa Airlines         |

## Aerolíneas y destinos
| Aerolineas Argentinas 8 destinos           | Nacionales (7): Buenos Aires / Córdoba / Mendoza / Neuquén / Puerto Iguazú / Resistencia / Rosario Internacional (1): Sao Paulo |
| Flybondi 2 destinos                        | Nacionales (2): Buenos Aires / Córdoba                                                                                          |
| JetSMART Argentina 3 destinos              | Nacionales (3): Buenos Aires / Mendoza / Neuquén                                                                                |
| Copa Airlines 1 destino                    | Internacional (1): Ciudad de Panamá (Inicia 23 de septiembre del 2025)                                                          |
| LATAM Perú 1 destino                       | Internacional (1): Lima |
| Paranair 1 destino                         | Internacional (1): Asunción |
| Total: 12 destinos, 5 países, 6 aerolíneas | |

## Destinos

### Destinos nacionales
| Destinos      | Nombre del aeropuerto                                                        | Aerolíneas                                              | Avión                                | Frecuencias semanales   |
| Argentina     | Argentina                                                                    | Argentina                                               | Argentina                            | Argentina               |
| ------------- | ---------------------------------------------------------------------------- | ------------------------------------------------------- | ------------------------------------ | ----------------------- |
| Buenos Aires  | Aeroparque Jorge Newbery                                                     | Aerolíneas Argentinas / Flybondi / JetSMART Argentina   | B737, B738, B38M, E190 / B738 / A320 | 64                      |
| Buenos Aires  | Aeropuerto Internacional Ministro Pistarini                                  | Aerolíneas Argentinas / Flybondi / JetSMART Argentina   | B738 / B738 / A320                   | 24                      |
| Córdoba       | Aeropuerto Internacional Ingeniero Ambrosio Taravella                        | Aerolíneas Argentinas / Flybondi                        | B737, B738, E190 / B738              | 12                      |
| Mendoza       | Aeropuerto Internacional Gobernador Francisco Gabrielli                      | Aerolíneas Argentinas / JetSMART Argentina              | E190 / A320                          | 8                       |
| Neuquén       | Aeropuerto Internacional Presidente Perón                                    | Aerolíneas Argentinas (Estacional) / JetSMART Argentina | B738 / A320                          | 4                       |
| Puerto Iguazú | Aeropuerto Internacional Cataratas del Iguazú Mayor D. Carlos Eduardo Krause | Aerolíneas Argentinas                                   | B738, B38M, E190                     | 5 9 Temporada de Verano |
| Rosario       | Aeropuerto Internacional Rosario Islas Malvinas                              | Aerolíneas Argentinas                                   | E190                                 | 6                       |

### Destinos internacionales
| Destinos         | Nombre del aeropuerto                           | Aerolíneas                                       | Avión         | Frecuencias   |
| Centroamérica    | Centroamérica                                   | Centroamérica                                    | Centroamérica | Centroamérica |
| ---------------- | ----------------------------------------------- | ------------------------------------------------ | ------------- | ------------- |
| Panamá           |                                                 |                                                  |               |               |
| Ciudad de Panamá | Aeropuerto Internacional de Tocumen             | Copa Airlines (Inicia 23 de septiembre del 2025) | B738          | 3             |
| Suramérica       |                                                 |                                                  |               |               |
| Brasil           |                                                 |                                                  |               |               |
| São Paulo        | Aeropuerto Internacional de São Paulo-Guarulhos | Aerolíneas Argentinas (estacional)               | E190, B738    | 2             |
| Paraguay         |                                                 |                                                  |               |               |
| Asunción         | Aeropuerto Internacional Silvio Pettirossi      | Paranair                                         | CRJ200        | 2             |
| Perú             |                                                 |                                                  |               |               |
| Lima             | Aeropuerto Internacional Jorge Chávez           | LATAM Perú                                       | A319, A320    | 3             |

## Destinos Cesados

### Aerolíneas Existentes
- Aerolíneas Argentinas (Antofagasta, Jujuy, Santa Cruz de la Sierra-Viru Viru)
- Boliviana de Aviación (Santa Cruz de la Sierra)
- Flybondi (Rosario, El Palomar)
- JetSmart Argentina (El Palomar, Puerto Iguazú)
- LATAM Airlines (Iquique)
- Paranair (Iquique)

### Aerolíneas Extintas
- Aerochaco (Tucumán, Resistencia, Orán, Tartagal)
- Alta (Tartagal, Tucumán, Córdoba, Resistencia, etc)
- Andes Líneas Aéreas (Aeroparque, Jujuy, Puerto Iguazú, Tucumán), (Tartagal, Orán y Cafayate operado por SAPSA Servicios Aéreos)
- Andesmar Líneas Aéreas (Córdoba, Tucumán)
- Austral Líneas Aéreas (Bariloche)
- Dinar Líneas Aéreas (Buenos Aires-Aeroparque, San Pablo, Jujuy)
- Inter Austral (Córdoba)
- LAPA (Buenos Aires-Aeroparque, Jujuy)
- LATAM Argentina (Buenos Aires-Aeroparque, Puerto Iguazú)
- Norwegian Air Argentina (Buenos Aires-Aeroparque)
- SEAL Líneas Aéreas (Orán, Tartagal)
- Southern Winds (Córdoba, Tucumán)
- TAPSA Aviación (Orán, Tartagal)
- Aerosur (Santa Cruz de la Sierra-Viru Viru, Tucumán)
- Lloyd Aéreo Boliviano (Córdoba, Santa Cruz de la Sierra)
- Amaszonas (Santa Cruz de la Sierra, Tarija)